# Chester, Arkansas
Chester là một thị trấn thuộc quận Crawford, tiểu bang Arkansas, Hoa Kỳ. Năm 2010, dân số của thị trấn này là 159 người.

## Dân số
- Dân số năm 2000: 99 người.
- Dân số năm 2010: 159 người.